# 因為天空在哭泣
因為天空在哭泣（空が泣くから）是堂本剛以個人制作名義(Solo Work Produce Name)ENDLICHERI☆ENDLICHERI發表的第三張單曲。於2007年2月7日由傑尼斯娛樂唱片公司發行。值得注意的是，所收錄作品的作曲與作詞皆由他個人一手包辦。

## 解說
ENDLICHERI☆ENDLICHERI在2006年完成了前所未有的，在同一場地「ENDLI WATER TANK」舉辦共100場巡迴演唱會。這首單曲在第三波公演的安可中首次演唱，因獲得好評而將其CD化，充滿了堂本剛出身地奈良的能量，並且在Funk中揉合了和風元素。
初回版收錄了「因為天空在哭泣 -Backing Track-」和「Woman ～想活在妳的宇宙裡～」。
通常版收錄了「Man ～想活在你的宇宙裡～」與初回版中的「Woman ～想活在妳的宇宙裡～」是一曲兩唱，配上不同歌詞和編曲。

## 名稱
- 日語原名：
- 中文意思：因為天空在哭泣
- 台灣艾迴譯名：因為天空在哭泣

## 收錄歌曲

### 初回版收錄歌曲
1. 因為天空在哭泣（空が泣くから）
  - 編曲：ENDLICHERI☆ENDLICHERI／十川知司
  - 銅樂編排：ENDLICHERI☆ENDLICHERI／下神竜哉
2. Sparkling
  - 　　無聲曲
  - 編曲：SCALE
3. Woman ～想活在你的宇宙裡～ （Woman   ～あなたの宇宙で生きていきたい～）
  - 編曲：ENDLICHERI☆ENDLICHERI／十川知司

### 通常版收錄歌曲
1. 因為天空在哭泣（空が泣くから）
2. Sparkling
3. Man ～想活在你的宇宙裡～ （Man   ～あなたの宇宙で生きていきたい～）
  - 編曲：ENDLICHERI☆ENDLICHERI／上田ケンジ
  - 管樂編排：ENDLICHERI☆ENDLICHERI／上田ケンジ